# Lietuvos Taurė 2012-2013
La Coppa di Lituania 2012-2013 (in lituano Lietuvos Taurė, denominata anche Carlsberg Taurė per motivi di sponsorizzazione) è la 24ª edizione del torneo. La competizione è iniziata il 13 agosto 2012 e si è conclusa il 19 maggio 2013. Lo Žalgiris è la squadra detentrice del trofeo.

## Terzo turno
| Squadra 1               | Risultato         | Squadra 2         |
| ----------------------- | ----------------- | ----------------- |
| 13 agosto 2012          |                   |                   |
| Ave.Ko.                 | 3 – 2             | Kiemas-Širvėna    |
| 18 agosto 2012          |                   |                   |
| Spyris Kaunas           | 3 – 0             | Spartakas Ukmergė |
| 21 agosto 2012          |                   |                   |
| Polonia Vilnius         | 3 – 0             | Bekentas Vilnius  |
| Granitas Vilnius        | 2 – 1             | Sarema Klaipėda   |
| Lokomotyvas Radviliškis | 3 – 5             | Palanga           |
| 23 agosto 2012          |                   |                   |
| Kauno Jėgeriai          | 2 – 1             | GB United         |
| 24 agosto 2012          |                   |                   |
| Prelegentai             | 2 – 2 (4 – 2 dtr) | Rinkuškiai        |
| 29 agosto 2012          |                   |                   |
| Ipukis Marijampolė      | 2 – 1             | Jambo Klaipėda    |

## Quarto turno
| Squadra 1         | Risultato | Squadra 2          |
| ----------------- | --------- | ------------------ |
| 19 settembre 2012 |           |                    |
| Trakai            | 1 – 2     | Venta Kuršėnai     |
| 26 settembre 2012 |           |                    |
| Atlantas          | 3 – 0     | Kėdainiai          |
| Palanga           | 2 – 0     | Ipukis Marijampolė |
| Granitas Vilnius  | 3 – 0     | Kauno Jėgeriai     |
| Ave.Ko.           | 0 – 15    | Nevėžis            |
| Spyris Kaunas     | 6 – 2     | Polonia Vilnius    |
| 28 settembre 2012 |           |                    |
| Šilutė            | 2 – 0     | Prelegentai        |

## Quinto turno
| Squadra 1        | Risultato   | Squadra 2      |
| ---------------- | ----------- | -------------- |
| 22 ottobre 2012  |             |                |
| Spyris Kaunas    | 2 – 3 (dts) | Šilutė         |
| 23 ottobre 2012  |             |                |
| Kruoja           | 5 – 0       | Palanga        |
| Tauras           | 0 – 3       | Žalgiris       |
| Nevėžis          | 0 – 1       | Lietava Jonava |
| Granitas Vilnius | 4 – 0       | Venta Kuršėnai |
| 24 ottobre 2012  |             |                |
| Dainava Alytus   | 0 – 3       | Ekranas        |
| Šiauliai         | 1 – 0       | Banga Gargždai |
| Atlantas         | 1 – 0       | Sūduva         |

## Quarti di finale
| Squadra 1        | Risultato   | Squadra 2      |
| ---------------- | ----------- | -------------- |
| 6 novembre 2012  |             |                |
| Granitas Vilnius | 1 – 6       | Žalgiris       |
| 7 novembre 2012  |             |                |
| Kruoja           | 0 – 2       | Ekranas        |
| Atlantas         | 4 – 1 (dts) | Šilutė         |
| Šiauliai         | 4 – 1       | Lietava Jonava |

## Semifinali
| Squadra 1                  | Totale | Squadra 2 | Andata | Ritorno |
| -------------------------- | ------ | --------- | ------ | ------- |
| 16 / 30 aprile 2013        |        |           |        |         |
| Ekranas                    | 2 – 4  | Šiauliai  | 1 – 2  | 1 – 2   |
| 17 aprile / 1º maggio 2013 |        |           |        |         |
| Atlantas                   | 0 – 1  | Žalgiris  | 0 – 0  | 0 – 1   |

## Finale
| Arbitro: | Nerijus Dunauskas |

|                                                                    |                      |                                                                               |
| Švrljuga 13’ Skerla 45+1’ Gerc 91’                                 | Marcatori            | 5’ Vaskėla 34’ Rašo 98’ Birškys                                               |
| Švrljuga Skerla Gerc Kuklys Perić Janušauskas Wilk Žulpa Vaitkūnas | Tiri di rigore 8 – 7 | Rašo Tokić D. Jankauskas Žderić Vaskėla Snapkauskas Mushnikov Birškys Lunskis |